# Follow My Lead (single)
"Follow My Lead" stond gepland als zesde single van Curtis, het derde album van Amerikaanse rapper 50 Cent, maar werd later geannuleerd. De track is geproduceerd door Tha Bizness en bevat een intro en achtergrondzang door R&B zanger Robin Thicke. Het nummer lijkt in niets op andere 50 Cent nummers en is rustig en soul-achtig, met een pianomelodie als basis. De video lekte in augustus 2007 uit, tot groot ongenoegen van 50 Cent. Hoewel "Follow My Lead" nooit officieel is uitgebracht, heeft de track wel in de Nederlandse tipparade gestaan, waar hij piekte op #11 (ook wel gezien als #51 in de Top 40).